# Бигелоу (Арканзас)
Бигелоу (енгл. Bigelow) град је у америчкој савезној држави Арканзас.

## Демографија
По попису из 2010. године број становника је 315, што је 14 (-4,3%) становника мање него 2000. године.
| Група             | 2000.       | 2010.       |
| Белци             | 313 (95,1%) | 300 (95,2%) |
| Афроамериканци    | 2 (0,6%)    | 12 (3,8%)   |
| Азијати           | 2 (0,6%)    | 0 (0,0%)    |
| Хиспаноамериканци | 8 (2,4%)    | 3 (1,0%)    |
| Укупно            | 329         | 315         |